# Hindi Wikipédia
A hindi Wikipédia (hindi nyelven विकिपीडिया wikipīḍiyā) a Wikipédia projekt hindi nyelvű változata, egy szabadon szerkeszthető internetes enciklopédia. 2003 júliusában indult és 2009 májusában már több mint 30 000 szócikket tartalmazott. A hindi wikipédia a dévanágari írást használja.
Több mint 14 000 szerkesztőjéhez 19 adminisztrátor tartozik.

## Mérföldkövek
- 2003. július 11. – Elindul a hindi Wikipédia.
- 2007. március 14. – A hindi Wikipédia szócikkeinek száma elérte a 10 000-et.
- Jelenlegi szócikkek száma: 165 283

## Külső hivatkozások
- Hindi Wikipédia